# Cecil Gordon Lawson

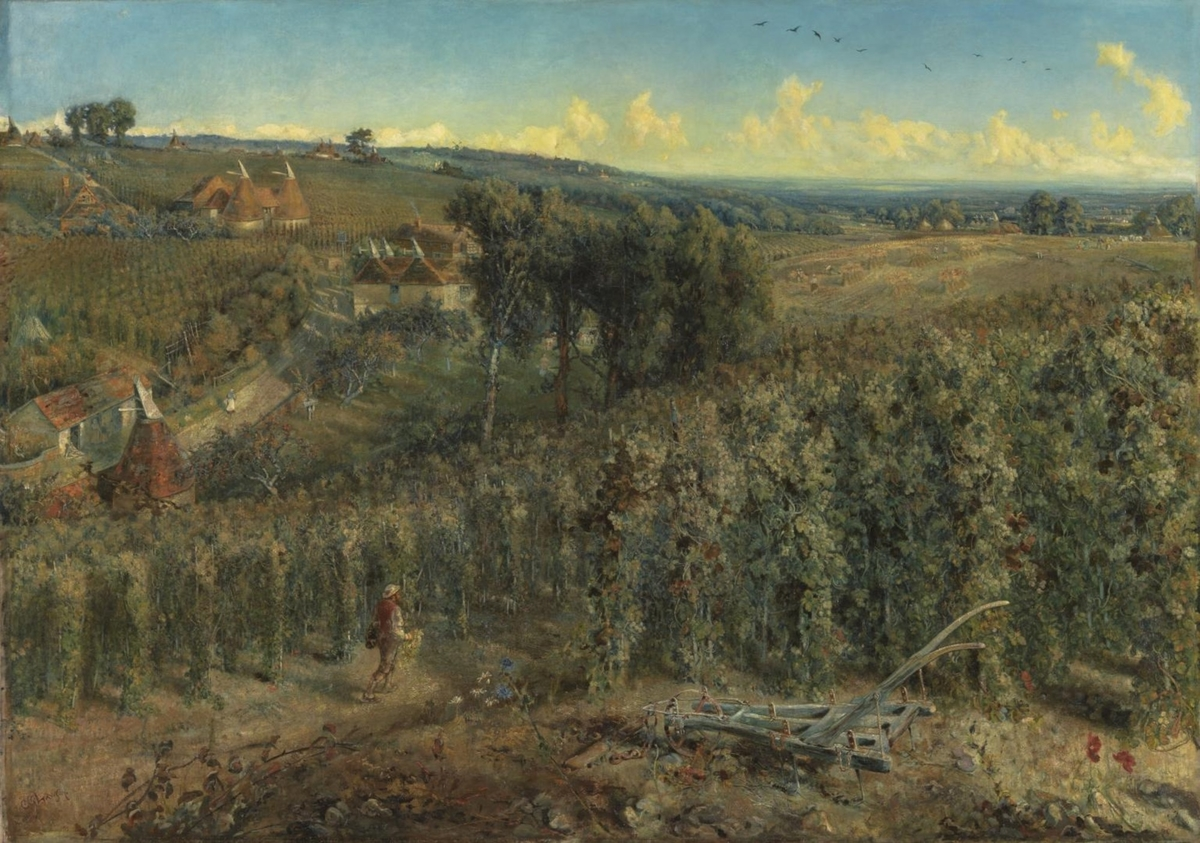
The Hop-Gardens of England (Die Hopfengärten von England), 1874, von Cecil Gordon Lawson. Tate Britain

Cecil Gordon Lawson (* 3. Dezember 1849 in Wellington, Shropshire, England; † 10. Juni 1882 in West Brompton bei London) war ein britischer Landschaftsmaler und Illustrator des späten 19. Jahrhunderts.

## Leben
Cecil Gordon Lawson wurde als jüngster Sohn des schottischen Porträtmalers William Lawson und dessen Frau Elizabeth Ruth Stone in Fountain Place in Wellington, Shropshire, geboren. Seine Mutter war für ihre Blumenstillleben bekannt. Auch seine Brüder Francis Wilfrid Lawson (1842–1935) und Malcolm Leonard Lawson (1847–1918) waren künstlerisch tätig. Francis als Historienmaler und Designer und Malcolm als Musiker und Komponist. 1861 zog die Familie nach London, zunächst nach Doughty Street in St. Pancras und später nach Cheyne Walk in Chelsea.

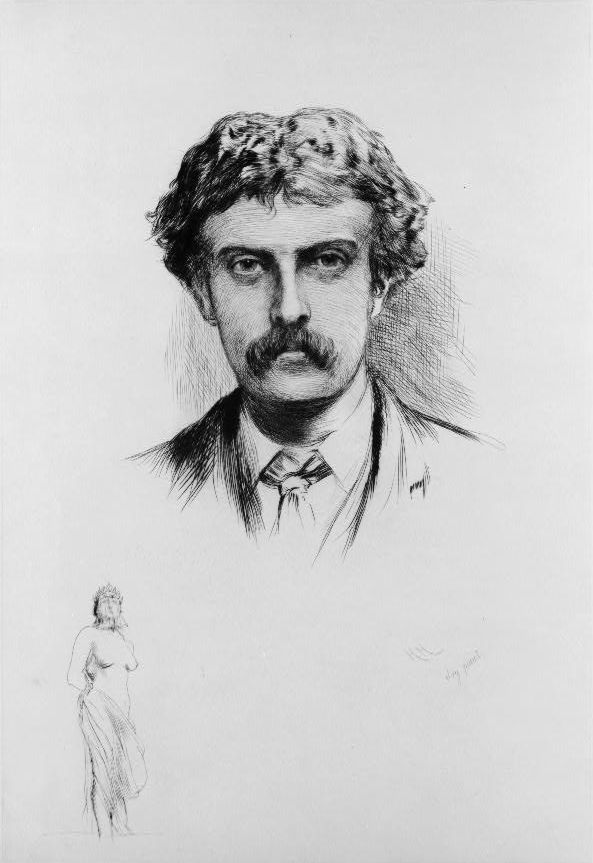
Cecil Gordon Lawson, 1883

Cecil Lawson erhielt keine formale künstlerische Ausbildung, sondern lernte das Zeichnen und Malen durch seinen Vater und seinen Bruder Wilfrid. Er war weitgehend Autodidakt und unternahm 1866 seine erste Skizzentour durch Kent, Surrey und Sussex. Seine frühen Arbeiten waren detaillierte Stillleben, die von William Henry Hunt beeinflusst waren. Ab 1869 wandte er sich der Ölmalerei zu. 1870 stellte Cecil Lawson erstmals an der Royal Academy aus. In den folgenden Jahren präsentierte er seine Werke bei der New British Institution, der Society of British Artists und in der Grosvenor Gallery sowie in Birmingham, Liverpool, Manchester und Edinburgh. 1879 heiratete er Constance Birnie Philip, die Tochter des Bildhauers John Birnie Philip. Das Paar zog nach Haslemere in Surrey. Ihr Sohn Cecil Constant Philip Lawson wurde 1880 geboren. Cecil Lawson litt an gesundheitlichen Problemen, die sich trotz eines Aufenthalts an der französischen Riviera verschlechterten. Er starb am 10. Juni 1882 in West Brompton bei London an einer Lungenentzündung und wurde in Haslemere beigesetzt.

## Werk

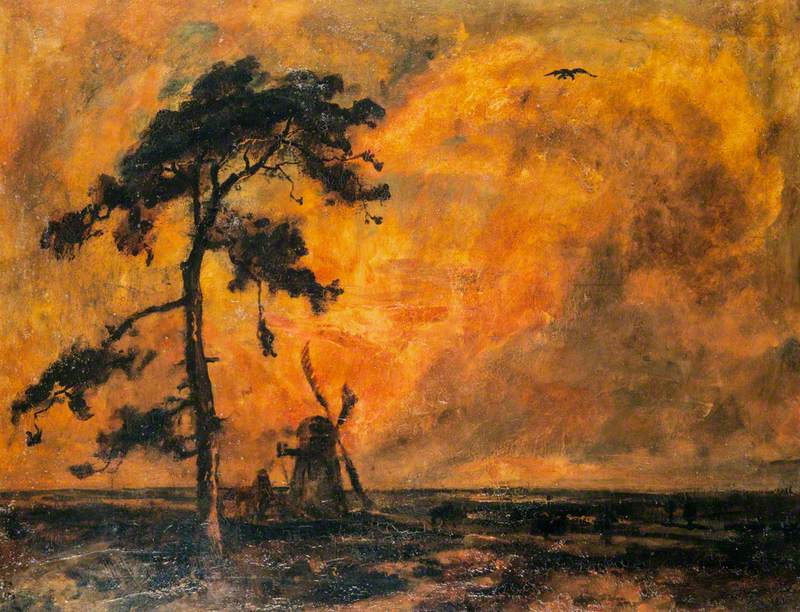
Cecil Gordon Lawson: The Old Mill, Sunset, 1881. National Galleries of Scotland

Die frühen Werke von Cecil Lawson, insbesondere seine Darstellungen von Chelsea, waren von dunklen Tönen geprägt. Unter dem Einfluss seiner Aufenthalte in Nordwales und Irland wandte er sich mit A Hymn to Spring (1871–1872) einer farbenfroheren Palette zu. Seinen Durchbruch schaffte Lawsons 1874 entstandenes Werk The Hop-Gardens of England, das 1876 an der Royal Academy ausgestellt wurde. The Minister’s Garden (1878), das in der Grosvenor Gallery gezeigt wurde, wurde von der Manchester Art Gallery erworben. Weitere bedeutende Werke sind Strayed (1878) und Into the Valley: A Pastoral (1878). The August Moon (1880), das in Blackdown bei Haslemere entstand, zeigt eine herbstliche Mondlandschaft und gilt als eines seiner Hauptwerke. Das Gemälde wurde 1880 in der Grosvenor Gallery ausgestellt und später der Tate Gallery übergeben. Cecil Lawson wird als Erneuerer der englischen Landschaftsmalerei angesehen, der die Traditionen von Gainsborough, Constable und Crome mit einer eigenen poetischen Intensität verband.